# Stelis porpax
Stelis porpax är en orkidéart som beskrevs av Heinrich Gustav Reichenbach. Stelis porpax ingår i släktet Stelis och familjen orkidéer. Inga underarter finns listade i Catalogue of Life.

## Bildgalleri

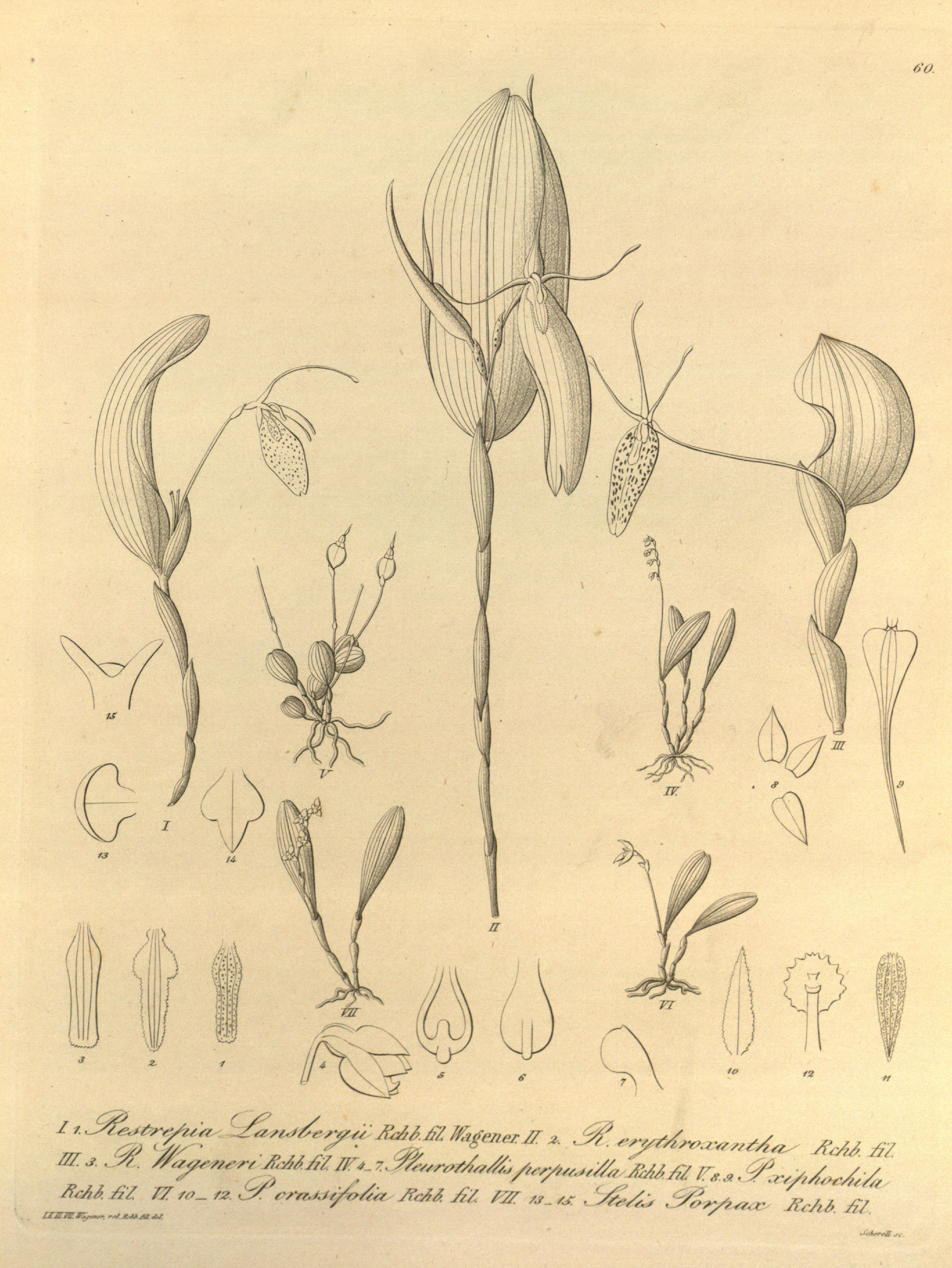